# Młode wilki (ścieżka dźwiękowa)
Młode wilki – ścieżka dźwiękowa do filmu sensacyjnego o tym samym tytule w reżyserii Jarosława Żamojdy z 1995 roku.
Utwory użyte w filmie Młode wilki zostały zaczerpnięte głównie z repertuaru zespołu Varius Manx, choć na krążku pojawiły się również nagrania innych polskich grup muzycznych, m.in. Golden Life, zespołu M.A.F.I.A oraz De Mono.
Album uzyskał status platynowej płyty.

## Lista utworów
1. Wolne ptaki – Varius Manx (3:24) – z albumu Elf
2. Pocałuj noc – Varius Manx (3:25) – z albumu Elf
3. Deadpans parade – Varius Manx (3:24) – z albumu Elf
4. Wow, cool – Buzu Squat (2:15) – z albumu Dowódcy miłości
5. Moja wolność – Nazar (4:48) – z albumu Extazee!
6. Noce całe – M.A.F.I.A (5:35) – z albumu Gabinety
7. Niebo – Golden Life (4:44) – z albumu Natura
8. Rozstania bez słów – De Mono (5:41) – z albumu Oh Yeah!
9. A Key – Varius Manx (2:19) – z albumu Emu
10. Elf skradnie wasze serca – Varius Manx (5:41) – z albumu Elf
11. Whispers – Varius Manx (1:51)
12. Love – Varius Manx (1:11)
13. Wolne ptaki (wersja instrumentalna) – Varius Manx (3:21)
14. Pożegnanie – Varius Manx (1:50)